# Primera División (Uruguay) 1986
Die Saison 1986 der Primera División war die 83. Spielzeit (die 55. der professionellen Ära) der höchsten uruguayischen Spielklasse im Fußball der Männer, der Primera División.
Die Primera División bestand in der Meisterschaftssaison des Jahres 1986 aus 13 Vereinen, deren Mannschaften in insgesamt 157 von Ende Juni 1986 bis zum Playoff-Finale am 6. Januar 1987 ausgetragenen Meisterschaftsspielen jeweils zweimal aufeinandertrafen. Es fielen 334 Tore. Die Meisterschaft gewann der Tabellenzweite Club Atlético Peñarol als Sieger des Playoff-Finalspiels gegen Nacional Montevideo, den Tabellenersten der Saisonabschlusstabelle. Centro Atlético Fénix musste in die Segunda División absteigen. Peñarol und der Club Atlético Progreso qualifizierten sich für die Copa Libertadores 1987.
Torschützenkönig wurde mit jeweils elf Treffern Gerardo Miranda (Defensor) und Juan Ramón Carrasco (Nacional).

## Jahrestabelle
| Pl. | Verein                    | Sp. | S  | U  | N  | Tore    | Diff. | Punkte |
| --- | ------------------------- | --- | -- | -- | -- | ------- | ----- | ------ |
| 1.  | Nacional Montevideo       | 24  | 13 | 9  | 2  | 033:150 | +18   | 35     |
| 2.  | Club Atlético Peñarol (M) | 24  | 13 | 8  | 3  | 033:170 | +16   | 34     |
| 3.  | Central Español           | 24  | 10 | 8  | 6  | 026:200 | +6    | 28     |
| 4.  | Montevideo Wanderers      | 24  | 7  | 12 | 5  | 032:220 | +10   | 26     |
| 5.  | Bella Vista               | 24  | 9  | 6  | 9  | 025:220 | +3    | 24     |
| 6.  | Club Atlético Progreso    | 24  | 9  | 6  | 9  | 025:250 | ±0    | 24     |
| 7.  | Huracán Buceo             | 24  | 8  | 8  | 8  | 024:260 | −2    | 24     |
| 8.  | Club Atlético Defensor    | 24  | 7  | 8  | 9  | 028:310 | −3    | 22     |
| 9.  | Danubio FC                | 24  | 7  | 8  | 9  | 026:300 | −4    | 22     |
| 10. | CA Cerro                  | 24  | 6  | 8  | 10 | 022:280 | −6    | 20     |
| 11. | Rampla Juniors            | 24  | 6  | 7  | 11 | 020:300 | −10   | 19     |
| 12. | Centro Atlético Fénix (N) | 24  | 2  | 14 | 8  | 019:290 | −10   | 18     |
| 13. | River Plate               | 24  | 4  | 8  | 12 | 021:390 | −18   | 16     |

| (M) | Meister der vorangegangenen Saison  |
| (N) | Aufsteiger aus der Segunda División |

## Meisterschaftsfinale
| Club Atlético Peñarol                                      | Club Atlético Peñarol | Nacional Montevideo | Nacional Montevideo |
| ---------------------------------------------------------- | --- | --- | ------------------- |
| Club Atlético Peñarol                                      | \| 6. Januar 1987 in Montevideo, Uruguay (Estadio Centenario) \| \| Ergebnis: 0:0, 4:3 i. E. \| \| Schiedsrichter: Ernesto Filippi \|                                                                      | \| 6. Januar 1987 in Montevideo, Uruguay (Estadio Centenario) \| \| Ergebnis: 0:0, 4:3 i. E. \| \| Schiedsrichter: Ernesto Filippi \|                                   | Nacional Montevideo |
| Club Atlético Peñarol                                      | Eduardo Pereira – Jorge Goncalves, Obdulio Trasante – José Herrera, José Perdomo, Santos – Daniel Vidal, Gustavo Matozas, Diego Aguirre, Ricardo Viera (81. Walkir Silva) – Coquito (68. Eduardo Da Silva) | Veliccho – Barrios, Villazán, Aguiar (94. Lancieri), Cardaccio, José Pintos Saldaña – Silvera, Saavedra, Juan Ramón Carrasco – Santiago Ostolaza, Olivera (74. Beninca) | Nacional Montevideo |
| Club Atlético Peñarol                                      | Elfmeterschießen | | Nacional Montevideo |
| Club Atlético Peñarol                                      | Aguirre Herrera Da Silva Matozas Veliccho hält gegen W. Silva | Villazán Carrasco Cardaccio Pereira hält gegen Silvera Saavedra verschießt                                                                                              | Nacional Montevideo |
| 6. Januar 1987 in Montevideo, Uruguay (Estadio Centenario) | | |                     |
| Ergebnis: 0:0, 4:3 i. E.                                   | | |                     |
| Schiedsrichter: Ernesto Filippi                            | | |                     |